# Peptoniphilus urinimassiliensis
Peptoniphilus urinimassiliensis es una bacteria del género Peptoniphilus que se ha aislado de la orina humana.